# El Porvenir I
El Porvenir I är en ort i Mexiko.   Den ligger i kommunen Zinacantepec och delstaten Mexiko, i den sydöstra delen av landet, 60 km väster om huvudstaden Mexico City. El Porvenir I ligger 2 696 meter över havet och antalet invånare är 1 514.
Terrängen runt El Porvenir I är kuperad åt sydväst, men åt nordost är den platt. Runt El Porvenir I är det mycket tätbefolkat, med 2 103 invånare per kvadratkilometer. Närmaste större samhälle är Toluca, 8,6 km öster om El Porvenir I. Runt El Porvenir I är det i huvudsak tätbebyggt.